# Giancarlo Ferrari
Giancarlo Ferrari   (Abbiategrasso, 22 d'octubre de 1942) és un arquer italià, ja retirat, guanyador d'una medalla olímpica.
Durant la seva carrera esportiva va prendre part en cinc edicions dels Jocs Olímpics d'Estiu, el 1972, 1976, 1980, 1984 i 1988. El 1976, a Montreal, i el 1980, a Moscou, va guanyar la medalla de bronze en la competició individual del programa de tir amb arc.
En el seu palmarès també destaca una medalla de plata en el Campionat del Món de 1977, dues de bronze en el Campionat d'Europa, el 1974 i 1976 i una de plata en els Jocs del Mediterrani de 1979.